# Clair Obscur: Expedition 33
Clair Obscur: Expedition 33 é um jogo de RPG de ação desenvolvido pela Sandfall Interactive e publicado pela Kepler Interactive. O jogo foi lançado em 24 de abril de 2025 para Microsoft Windows, Xbox Series X/S e PlayStation 5.

## Jogabilidade
Clair Obscur é um RPG baseado em turnos que inclui aspectos em tempo real, como eventos de tempo rápido e ações baseadas em tempo, tanto no ataque quanto na defesa. Na defesa, todos os ataques podem ser evitados ou aparados.

## Enredo
Clair Obscur acontece em um cenário de fantasia sombria Belle Époque. Os protagonistas Gustave (Charlie Cox), Maelle (Jennifer English), Lune (Kirsty Rider), Sciel (Shala Nyx), Renoir (Andy Serkis), Verso (Ben Starr), Monoco (Rich Keeble) e Esquie (Maxence Cazorla) tentam parar a Pintora, cujos poderes divinos podem matar qualquer pessoa de uma determinada idade que ela desenha no céu.

## Desenvolvimento
Sandfall Interactive é uma desenvolvedora francesa de jogos eletrônicos. De acordo com o CEO e diretor criativo Guillaume Broche, um dos objetivos da Clair Obscur era criar um RPG baseado em turnos de alta fidelidade, que ele sentia ter sido negligenciado pelos desenvolvedores de jogos AAA. De acordo com Broche, Clair Obscur se inspira em jogos de RPG japoneses, com Broche observando especificamente as séries Final Fantasy e Persona.
A equipe de desenvolvimento é composta por cerca de 30 pessoas. O desenvolvimento começou inicialmente no Unreal Engine 4, mas depois mudou para o Unreal Engine 5 para aproveitar as melhorias do Unreal Engine 5 em renderização e animação.